# Eritrese Burgeroorlogen
De Eritrese Burgeroorlogen vormden een combinatie van twee conflicten tussen het Eritrean Liberation Front (ELF) en het Eritrean People's Liberation Front (EPLF), die uitgevochten werden in Eritrea.
Op 1 september 1961 ging de Eritrese Onafhankelijkheidsoorlog van start. Het ELF vocht hierin tegen de regering van Ethiopië. In 1971 splitste het EPLF zich af van het ELF en zou al snel de strijd tegen de Ethiopiërs aanvoeren. Tussen februari 1972 en 13 oktober 1974, en opnieuw tussen 1980 en 1981, vochten beide groepen een bittere onderlinge strijd uit.
Het tweede conflict eindigde met de overwinning van EPLF in 1981. De ELF trok zich terug naar Soedan.